# ゴールデン・モスク
ゴールデン・モスク（英語: The Golden Mosque、アラビア語ラテン翻字: Masjid al-Dahab、フィリピン語: Moskeng Ginto）は、フィリピンのマニラ市キアポ地区の主にムスリムが暮らす区域にある、マニラ首都圏最大と考えられているモスクである。
ゴールデン・モスクという名称は、モスクのドームが金色に塗られていることと、Globo de Oro Street（ゴールデン・グローブ通り）沿いに位置することから名付けられた。当時の大統領夫人であったイメルダ・マルコスの監修の下、リビアの最高指導者ムアンマル・アル＝カッザーフィーの訪問にあわせて1976年8月4日に建設が始まったものの、カッザーフィーの訪問は取りやめとなった。今日では、モスクはマニラのムスリム・コミュニティーの人々に奉仕しており、とりわけ毎週金曜日の集団礼拝では満員となる。同モスクは、最大3,000名までの礼拝者を収容することが可能である。
同モスクは、国内外からの影響を交錯しながら取り入れている。モスクのドームとかつて存在したミナレットは中東の様式にならっている一方で、幾何学文様はマラナオ族、マギンダナオ族、タウスグ族といった民族のアートの色使いやバリエーションから多くを借用している。曲線は、マラナオ族のアートにあるヘビのモチーフを土台としている。モスクはまた、芸術家Antonio Dumlaoによるステンドグラスを展示している。
モスクの管理人によれば、ミナレットはジョセリート・アティエンザ市長在任時、構造的一体性に関する問題によって取り壊された。ミナレットに関して、世界中から寄付が集まり目標としている1,200万フィリピン・ペソに到達しつつあるため、その再建がすでに計画されている。

## 移動手段
同モスクは、マニラLRT-1線のカリエド駅の南東部にあり、徒歩で行ける範囲にある。